# Randers Cimbria
Randers Cimbria ist eine Basketballmannschaft aus der dänischen Stadt Randers.

## Geschichte
Randers Cimbria wurde 1951 gegründet, 1973 kam es zur Zusammenlegung mit dem Randers Basketball Klub. Im Jahr 2000 stieg Cimbria in die erste dänische Liga auf. 2009 wurde die Mannschaft Dritter der dänischen Meisterschaft. 2010 erfolgte aufgrund wirtschaftlicher Schwierigkeiten der Zwangsabstieg, 2012 kehrte die Mannschaft in die höchste Spielklasse des Landes zurück.
Im Spieljahr 2013/14 erreichte Randers das Finale um die dänische Meisterschaft, verlor dort jedoch gegen die Bakken Bears. 2015 wurde man Vizepokalsieger (Endspielniederlage gegen Horsens IC), in der Saison 2018/19 wurde die dänische Liga zum zweiten Mal in der Vereinsgeschichte als Dritter abgeschlossen. In der Saison 2019/20 wurde die Mannschaft nach dem Abbruch aufgrund der Ausbreitung des Coronavirus SARS-CoV-2 zum Vizemeister gekürt. Da nicht alle Mannschaften zum Zeitpunkt des vorzeitigen Saisonendes dieselbe Anzahl an Spielen bestritten hatten, wurde der Endstand mit Hilfe des Siegkoeffizienten berechnet.
Ende Januar 2025 errang Randers den Sieg im dänischen Pokalwettbewerb. In der Meisterschaft wurde man in der Saison 2024/25 Dritter.

## Erfolge
- Dänischer Pokalsieger: 2025
- Dänischer Vizemeister: 2014,[8] 2020[5]

## Bedeutsame ehemalige Spieler
- Chris Nielsen
- Bonell Colas
- Mark Collins
- Charles Burgess
- Jonathan Jeanne[9]
- Reggie Kissoonlal[10]

## Trainer
| Amtszeit        | Name                          |
| --------------- | ----------------------------- |
| 2000–2001       | Ove Fugl Svendsen             |
| 2001–2002       | Mark Collins (Spielertrainer) |
| 2002            | Rich Frank                    |
| 2002–2003       | Mark Collins (Spielertrainer) |
| 2003–2004       | Jason Steadman                |
| 2004–2005       | Mark Collins (Spielertrainer) |
| 2005–12/2006    | Howard Frankel                |
| 12/2006–2008    | Flemming Stie                 |
| 2008–2010       | Mark Collins                  |
| 2010–2014       | Morten V. Hansen              |
| 2014–01/2015    | Vladimir Ruzicic              |
| 01/2015–2017    | Morten V. Hansen              |
| 2017–2018       | Eric Olson                    |
| 2018–2020       | Jimmy Moore                   |
| 2020–2022       | Charles Burgess/Peter Hoffman |
| 2022–2023       | Jimmy Moore                   |
| 2023            | Martin Knežević               |
| 12/2023–05/2024 | Charles Burgess               |
| seit 07/2024    | Jeffrey Fawme                 |